# Jungermannia schiffneri
Jungermannia schiffneri là một loài rêu tản trong họ Jungermanniaceae. Loài này được (Loitl.) A. Evans miêu tả khoa học lần đầu tiên năm 1917.